# سوق مجنة
سوق مَجَنَّة هو أحد الأسواق الثلاثة الكبرى للعرب في الجاهليَّة والتي كانت تقوم في أواخر شهر ذو القعدة من كل عام بمر الظهران (الجمُوم) شمال مكة المكرمة على طريق الحج الشامي قديمًا، وكان يرتاده النبي محمد ﷺ لدعوة القبائل العربيَّة للإسلام. يعدُّ سوق مجنّة من أهم الظواهر الحضارية التي قدّمت عددًا من الخدمات، وأسهمت في الأنشطة الحضارية والاجتماعية ووفّرت كثيرًا من المواد التجارية والمتطلبات للحجاج والمتسوّقين والمسافرين، وعادت على أهلها بالمنافع المادية والفكرية قبل الإسلام وبعده، لا سيما على قبيلة قريش سادة مكة في ذلك الوقت، حيث كان يقصده الحجاج والتجار وقبائل العرب.
كانت العرب تقضي الـ20 يومًا الأولى من شهر ذو القعدة في سوق عكاظ ثم تسير إلى سوق مَجَنَّة فتقضي فيه العشرة أيام الأخيرة من الشهر، ثم يسيرون إلى سوق ذي المجاز فيقضون فيه الثمانية أيام الأولى من شهر ذي الحجة ثم يسيرون إلى حجهم.
والواقع أن شعيرة الحج تركت آثارًا اقتصادية واجتماعية في العرب عمومًا، فقد كانت تقام في موسمه أسواق عكاظ ومجنّة وذي المجاز إحدى أهم تقاليده السنوية بأيامها المعلومة ومواقعها الثابتة التي اكتسبت صفة الأسواق الدولية، ويفد إليها العرب من كل أنحاء شبه الجزيرة العربية، من الشام والعراق واليمن على اختلاف قبائلهم وبيئاتهم وعقائدهم، فيلتقون في هذه الأسواق ويتبادلون فيها السلع ويقيمون أودهم ويتزوّدون بحاجياتهم وعرض إنتاجهم الفكري والأدبي شعرًا ونثرًا، وإقامة مجالس المفاخرة والمفاضلة بين الشعراء، وعقد حلقات السمر وتداول الأخبار ومزاولة الألعاب الرياضية كالفروسية والسباق والمصارعة، فلم تكن تلك الأسواق أسواقًا تجارية فحسب، بل صارت ميادين للأنشطة الأدبية بمختلف ألوانها ومسرحًا للأدب والشعر والخطابة والقضاء للفصل بين المتخاصمين والمتنافسين، الأمر الذي ميّز مكة وأهلها عن غيرها فأصبحت مركزًا من مراكز الثقافة والأدب.
وفي صدر الإسلام ظلّت سوق مجنّة باقيةً حينًا من الدهر، ثم آلت إلى الإهمال وعدم الإقبال، إذ انصرف المسلمون عنها إلى أسواق أخرى أفضل منها، فلم يعد لها أثر كبير في دفع الحركة الأدبية والعلمية والتجارية، وقد انتهت سوقا مجنّة وذي المجاز مع عكاظ في عام 129هـ، أو قبلها أو بعدها، إذ استعاض الناس عنها بأسواق مكة الدائمة في المشاعر المقدسة، مثل: مِنى وعرفات.

## أهميته
كان سوق مَجِنَّة يقام لمدة عشرة أيام من آخر شهر ذي القعدة إلى ليلة طلوع هلال شهر ذي الحجة، حيث كان عكاظ يقام في الأيام العشرين الأولى من شهر ذي القعدة ثم يقام سوق مَجِنَّة في الأيام العشرة الأخيرة من شهر ذي القعدة ثم يقام سوق ذي المجاز في الأيام الثمانية الأولى من شهر ذي الحجة. قال الفاكهي: لم تزل هذه الأسواق قائمة في الإسلام إلى أن كان أول ما ترك منها سوق عكاظ في زمن الخوارج سنة 129 هـ وآخر ما ترك منها سوق حباشة في زمن داود بن عيسى بن موسى العباسي في سنة 197 هـ. وكان النبي محمد ﷺ يرتاد هذا السوق لدعوة القبائل العربية إلى الإسلام ففي حديث أبي الزبير، عن جابر: أن النبي ﷺ لبث عشر سنين يتبع الناس في منازلهم في الموسم بمَجِنَّة وعكاظ يبلغ رسالات ربه.

## سبب التسمية
اختلف في تسميته على عدة أقوال، فقد تعدّدت تشكيلاتها اللغوية بيت مَجَنّة، ومَجِنّة، ومِجَنّة، التي اتفق العلماء على تشديد نونها، واختلفوا في ميمها، فبعضهم يكسرها، وبعضهم يفتحها، والفتح أكثر، أي إنّ أصل الكلمة جنّة، والفعل جَنّ بمعنى استتر أو ظلم، وبه سمّي الجِن، وهم الملائكة عند أهل الجاهلية لاستتارهم عن العيون، ويسمّون الجِن جنّة ومَجنّة، فأرض مجنّة كثيرة الجن، وجّنّ الليل إذا اشتدت ظلمته، ويقال للنخل المرتفع طولًا: مجنون، والجمه مجانين، والعرب تسمّي النخيل جنّة وجمعها جنان، فيحتمل أنها سًميّت مجنّة لبساتين تتصل بها، وهذا يعني أن اسمعها مشتق من الجن أو الجنون أو الجنّه، أي البستان، وقيل من المجون ضرب من اللهو. وعلى أي حال، فإن لفظة (مجنّة) على وزنين، أحدهما أن تكون مَفْعلَة من الجنون كأنها سمّيت لشيء يتّصل بالجن أو باجلنة، أي البستان، والآخر أن تكون فعلة من مجن، كأنها سمّيت بذلك لأن ضربًا من المجون كان بها، ولكن لا يُعرف لأي الأمرين وقعت التسمية.

## موقعه
ثبت عن المؤرخين أن سوق مجنّة حظي بموقع جغرافي مهم توافرت فيه أهم متطلبات الخدمة والعمل وقيام المجتمع، كالأمن والماء، ولكن اختلف الأقدمون والمحدثون من الباحثين في تحديد موقعه، حتَّى إنّ الفاسي قال: «ومجنّة غير معروفة الآن»، وهذا يعود بسبب تأويلات النصوص وتعارضها والاختلاف في ماهية مجنّة وأصلها والاعتقاد أنها عَلَمٌ على مكان واحد فقط وهو السوق، وقد تباينت الآراء حول تحديد موقعه، إلا أنه يرجح رأي القائلين على وجه العموم بأنه يقع في محافظة الجموم شمال مكة المكرمة على طريق المدينة المنورة القديم، محدود من جهة الشرق بقرية أبو عروة، ومن جهة الشمال والغرب بجبال الصفروات، ومن جهة الجنوب بطريق الملك فيصل في وسط الجموم.
وهذه الأرض المحدّدة تشمل مساحة كبيرة تزيد عن 10كم، ومن الصعب جدًا أن تكون جميعها موقعًا للسوق، ولكن الراجح أن سوق مجنة يقام على جزء من تلك الأرض، سواء على يمين طريق الحج الشامي حيث جبال الصفروات، أو على يسار الطريق حيث منزل النبي محمد ﷺ، وهذا يعني أنّ لموقع سوق مجنّة صلة بوادي الغرثان اليوم، الذي يقطع محافظة الجموم من وسطها تقريبًا، ويمثل جزءًا من وادي الظهران، فإما أن يكون السوق في شرقه حول مسجد الفتح وعين الجموم بالقرب من الجبل الأصفر، أو أن تكون السوق بالقرب من أحد جبال الصفروات في غرب وادي الغرثان أو شماله، لا سيما مع وجود بناءً أثريًا قديمًا في شمال محطة خط الحرمين فيه قطع فخارية وطوب أحمر يعود بعضها إلى العصر العباسي، كما لا يزال في علوّ الوادي المذكور تل أصفر أشبه بجبيل صغير وحوله مساحة واسعة ومستوية من الأرض على طريق الحج السلطاني.

### الدليل اللغوي
تظهر من تعدد معاني أصلها اللغوي صعوبة الجزم بسبب تسمية مجنّة، لكن رجحت الأقوال أن أصل التسمية مستوى من طبيعة الأرض وبيئتها التي أقيمت عليها سوقها، فإذا كان أصل لفظة (مجنّة) مشتقًا من الجنة، وهي البستان الذي فيه النخل الطويل والشجر الكثيف ذو الظلال الوارفة، فإن مر الظهران (وادي فاطمة) اشتهر بكثرة أشجار النخيل التي لا تزال تغرس فيه حتى اليوم، وكثرة نمو الأشجار الطبيعية فيه كنبات الحمض والأراك، وخصوصًا في قرية مر الظهران، التي تتوافر فيها النخل والثمار والزروع والمياه، فكانت أرضها كالجنّة المختفية من كثافة أشجارها وتشابك أغصانها، وربما تكون لفظة (مجنّة) أصلها من المجن، أي الماء الكثيف الذي في أصل كل وادٍ أو جبلٍ، كما هو واقع الحال في عيون وادي مر الظهران، الأمر الذي يستنتج منه مدى تطابق معنى (مجنّة) في اللغة مع موقعها في الواي، كما هي معطيات سوق عكاظ، وهي أنه «ماء في صحراء أو نخل في واد».

### الدليل الجغرافي
من الطبيعي أنّ مواقع أسواق العرب في الجاهلية نالت بعدًا استراتيجيًا وحضاريًا مهمًا روعيت فيه الحصانة الطبيعية والأخطار البشرية، فلابد أن يتميز الموقع بسعة المكان وانبساطه ووضوحه وتعدد الطرق إليه ووفرة مياهه وأمنه وإقامته على طريق رئيس أو في الأماكن التي تلتقي فيها القبائل وتسلكها خلال ترحالها، حيث «جرت العادة بأن يُختار للسوق المشتركة بين القبائل مكان يمكن رؤيته من مسافة بعيدة عند ملتقى الطرق، أو في أرض محايدة إن أمكن»، كما هو حال وادي مر (وادي فاطمة) الذي ظل طوال العهود الإسلامية محطة عبور لقوافل التجارة والحج، وطريقًا للحجاج والمسافرين قبل الإسلام وبعد ظهوره، وبخاصة أنه تُوجد بين الجموم وأبي عروة أرض فضاء بمحاذاة الطريق الرئيسة اليوم، كما توجد عدد من الجبال صفراء اللون في الجموم باقية حتى اليوم، ما يرجح أن الجبل الأصفر الذي تقع بجواره السوق يكون أحدها، وربما يكون هو جبل الظاهرة الذي يحتضن قرية أبو عروة، كما في النصوص التي أشارت إلى السوق بالنسبة للجبل، وهي: «مجنّة قيل بمر الظهران قرب جبل يقال به الأصفر»، وهذه الخصائص والمعطيات توافّرت في أرض الجموم وأبو عروة التي تعد ملتقى قوافل الحج الشامية والمصرية، ومركز توزيع للطرق ومفترقها للتجار والحجاج وغيرهم، حيث تقع على أرض مستوية فسيحة وواضحة في وادي مرّ الظهران كما هو موقع السوق في الوادي وفق النصوص الآتية: «مجنّة سوق بالظهران»، و«مجنّة كانت بالظهران»، و«مجنّة بالظهران إلى جبل يقال له الأصفر»، وفي هذا دلالة على أن السوق تقع بوجه عام بوادي مر دون تحديد مكانها بشكل دقيق سوى قربها من جبل أصفر اللون.

### الدليل القياسي
هو أن وادي مر الظهران يبعد عن مكة المكرمة مسافة مرحلة تقريبًا، وذلك على أساس قياس المسافة من المسجد الحرام ومراعاة اتجاه الطريق بين الجبال.

### الدليل الاقتصادي
يعدُّ من أهم الأدلة وأكثرها ثباتًا في تحديد موقع السوق، وذلك لما يتركه النشاط التجاري والبشري من آثار واضحة في العمل والسكن، بيد أن بعض المؤرخين لم يعثروا على نصوص تدل على وجود الأسواق التجارية في جهة الجموم سوى في وقت متأخر من ظهور الإسلام، ومنها عند الحديث عن مر الظهران: «وفيها سوق وعين كبيرة». وكان هناك سوق كبير عند مسجد عين الجموم يباع في جيمع الأقوات، هذا فضلًا عن وجود سوق للإبل والأغنام حتَّى وقت قريب في جنوب أبي عروة كما هو موقعه اليوم في جنوب الجموم على الطريق إلى مكة، ويستدل من هذا الكلام على أن تلك الجهة مثّلت أرضًا مناسبة لقيام الأسواق وممارسة الأعمال التجارية بها على مرور الزمن حتى وإن تنوعت أماكن إقامتها في الوادي على وجه التحديد.

### الدليل الأدبي
وردت في عدد من القصائد الشعرية لفظة مجنّة بدلالاتها المختلفة، وهو الأمر الذي يمكن من خلاله التعرّف على موقع سوق مجنّة، ومن الشواهد على هذا القول بيت للشاعر أبو ذؤيب الهذلي قال فيه:
والشاهد من هذا البيت أنه حينما جاء أحد التجار بسلعة الخمر من بلاد الشام، ووصل إلى عسفان قَدِم بها إلى سوق مجنّة، وهذا يدل على أنّ السوق وعسفان يقعان في اتجاه ووجهة واحدة على مسافة قريبة من ناحية الجموم.
رأى ابن الكلبي أنها تقع أسفل مكة أي جنوبها وذكر الأزرقي أنها سوق بأسفل مكة على بريد منها، قرب بئر الإطوى الواقعة في جوف جبل سطاع قرب وادي البيضاء على بعد 80 كم جنوب غرب مكة المكرمة  قرب جبل شامة وحرة طفيل في ديار بني الدئل بن بكر بن عبد مناة بن كنانة، وقد حاول الفاسي أن يوجد تبريراً لذلك حين قال: "ولعل الأزرقي أراد أن يكتب أن مَجِنَّة على بريدين من مكة فسها عن الياء والنون فكتب بريد.."، ومن الشواهد عليه بيت للصحابي بلال بن رباح قال فيه:

### الدليل الأثري والمائي
تعدُّ البقايا الأثرية والمائية أهم الأدلّة المادية التي تشهد على موقع السوق ونشاطه ووجوده، بيد أنه لقلّة سقوط الأمطار ونضوب موارد المياه وكثافة الاستيطان البشري وتنّوع الاستخدام المائي اليومي، فقد غارت مياه العيون واندثرت في وادي فاطمة، ولم يعد ماؤها يجري على سطح الأرض كما كان، وهذا بالتأكيد لا يعني أنَّ تحديد جهة الجموم للسوق بأنه مكان غير مناسب، إذ يوجد هناك بعض الآثار الباقية في أرضها، كالفخار وعين مجنّة، إضافةً إلى المسجد القديم للسوق، ولعل بعضها مدفون في طبقاتها، حيث لعبت العوامل المناخية والبشرية دورها في اختفاء آثار السوق وتغيير معالم الأرض عبر العصور، ومن ذلك جريان السيول وحركة الكثبان الرملية، وتقادم الزمن، والاستيطان البشري، والاستهلاك الرعوي، الأمر الذي بدت معه الجموم اليوم مدينة كبيرة واسعة العمران كثيفة السكان، فتغيّرت عن طبيعتها الأصلية، وكان لهذا دوره في إزالة الآثار التي لم يتبق منها سوى أطلال بناء أثري على يمين الطريق المؤدي إلى المدينة.

## أنشطة السوق
لقد أدت أسواق عكاظ ومجنّة وذي المجاز دورًا كبيرًا في الحياة الثقافية باعتبارها مهرجانات أدبية، حيث أثّرت في اللغة والأدب والدين والعادات، وعملت على تقريب لهجات القبائل، وكانت هذه الأسواق للعرب وبخاصة قريش التي لعبت دورها فتهيأ للغتها فرصة السيادة والظهور، وأن تصبح بمنزلة اللهجة العامة.
ولما كان سوق مجنّة ينعقد عقب سوق عكاظ، فإن من يفوته شراء شيء أو بيعه أو عرض أدبه أو أسير له أو البحث عن ثأر أو غيره في سوق عكاظ طلبه في سوق مجنّة، إذ كانت هذه السوق تقوم بكل ما كانت به سوق عكاظ، من أنشطة تجارية وأدبية، وإن لم تكن شهرتها بمستوى سوق عكاظ، والسبب في ذلك لا يكمن في عدم أهميتها، ولكن عظمة سوق عكاظ طغت عليها وعلى غيرها.

### النشاط التجاري
كانت التجارة من أهم الأعمال الرئيسة التي مارسها العرب في سوق مجنّة كل عام قبيل الحج، حيث كان يقام بها سوقهم منذ الجاهلية لمدة عشرة أيام، وقيل 20 يومًا. وكانت الأسواق الثلاثة عكاظ ومجنّة وذو المجاز قريبة جدًا من مكة، حتَّى تعد كما لو كانت أسواقًا لها، وكان الأشخاص الذين يذهبون بنيّة الحج في الأشهر الحرم كانوا يتوجهون إلى الأماكن المخصصة لذلك، ولم تكن زيارة عكاظ ومجنّة وذي المجاز سوى جزء من الحج، ويمارس الحجاج الذين يزورون هذه الأسواق التجارة، وسعت قبيلة قريش إلى نصب هذه الأسواق في مسوم الحج الأكبر، ووفرت للوافدين إليها الأمن والحماية والخدمات؛ لأنها تعود على تجارهم وكبارهم في مكة والطائف بالأرباح والمكاسب.
كان الناس يقصدون هذه الأسواق من مواضع بعيدة، وتكتظ أرضها بجموع غفيرة، ولم تكن مقصودة في غير المواسم، حيث ورد: «كانت عكاظ ومجنّة وذو المجاز الأسواق التي تجتمع بها العرب للتجارة من كل عام»، وكانوا يتمّمون فيها ما قصدوا له من تجارة وفداء وتفاخر، فكان يحضرها من يريد التجارة، وقد حضرها قريش، وأتاها أهل يثرب للبيع والشراء، فانتعشت اقتصاديًا بتبادل السلع من مختلف أنحاء شبه الجزيرة العربية والشام والهند وفارس والحبشة وغيرها، وكان يجلب إليها ما يجلب للأسواق الأخرى من متاع وعروض التجارة والسلع.
كانت الخمر من أشهر السلع التي ظل ينتظرها حجاج مكة ليبتاعوها لأنفسهم، وكانت حركة نشاط هذه الأسواق ومدّتها تستغرق 38 يومًا، نصيب عكاظ منها العشرين يومًا الأولى من ذي القعدة، ومجنّة في العشر الأواخر منه، ثم ذي المجاز في الثمانية الأولى من ذي الحجة. ومع أن سوق مجنّة تعدُّ سوقًا ثانوية وأبعاد نشاطها محدودة، فإنها كانت من الناحية التجارية والاجتماعية والأدبية استمرارًا لسوق عكاظ، وكأن موسمها امتداد لموسم عكاظ، لاسيما أنها منطقة حرّة معفاة متاجرها من الضرائب والعشور على شاكلة سوق عكاظ، بل إنها تتميّز بقربها من مناسك الحج، التي ربما كانت منها، فهي مشمولة بالحرمات باعتبارها تقع ضمن مناطق العبادة وقيام موسمها في فصل الخريف في الشهر الحرام، وهناك من يعتقد أن القضاء بين الناس فيها كان من شأن حكام بني كنانة.

### النشاط الديني
كانت أسواق عكاظ ومجنّة وذي المجاز -إلى جانب كونها أسواقًا للعرب في الجاهلية- مناطق مقدّسة كأماكن للحج، أو محطات للحجيج قبل الإسلام، بحيث يمكن قدوم الأفراد والجماعات إليها بأمان دون مضايقات لممارسة عمليات البيع والشراء، وردّ الديون، ووضع حد للخلافات.
ولما كانت هذه الأسواق مواسم للحج، كحال عرفة ومنى، فإن قريشًا وغيرها من العرب كانوا يحجّون إليها، ويقولون: «لا تحضروا سوق عكاظ ومجنّة وذي المجاز إلا محرمين بالحج»، فتساوت هذه الأسواق في نظر المحرمين من العرب، وتمتّعت منهم بالاحترام، وكان لها أثر بارز في الدين، إذ أنّ المناسك كلها تقوم بإمامة قريش أهل الحرم، وهو الأمر الذي أدّى إلى الوحدة في المعتقدات، والطقوس والعادات، وكان الدافع الأكبر لقصدها وكثرة قاصديها وانتشار أخبارها هو انعقادها في الأشهر الحرم، التي تكفل الأمن لزوّارها.
وعقب ظهور الإسلام كَرِه المسلمون القدوم على متاجر الناس في الجاهلية، ورأوا أن التجارة في المواسم تكسبهم إثمًا، فنزل قوله تعالى: ﴿لَيْسَ عَلَيْكُمْ جُنَاحٌ أَنْ تَبْتَغُوا فَضْلًا مِنْ رَبِّكُمْ فَإِذَا أَفَضْتُمْ مِنْ عَرَفَاتٍ فَاذْكُرُوا اللَّهَ عِنْدَ الْمَشْعَرِ الْحَرَامِ وَاذْكُرُوهُ كَمَا هَدَاكُمْ وَإِنْ كُنْتُمْ مِنْ قَبْلِهِ لَمِنَ الضَّالِّينَ ۝١٩٨﴾ [البقرة:198].
وكان النبي محمد ﷺ قد استثمر فرصة إقامة هذه الأسواق للقاء وفود العرب وزعمائهم من أجل عرض رسالته ووحي ربه بدلًا من انتظار وصولهم، وفي ذلك دليل على مبادرته ورغبته وصدق دعوته وتحمّله مشاق العمل والجهد في سبيل نشر الإسلام. وظل النبي عشر سنوات يدعو إلى الإسلام جهرًا ويتجوّل في أسواق الحج الموسمية، يتتبّع الحاج في منازلهم ويقول: «من يؤويني وينصرني حتى أبلّغ رسالات ربي وله الجنة» فلا يجد من ينصره أو يجيبه، حتَّى إنه ليسأل عن القبائل ومنازلها ويؤم كل قبيلة منها ويقصد شريفها ويدعوه بالحكمة والموعظة لإفراد الله بالعبادة وفعل الخير، لكنّه كان يجد الصد.
ويتّضح من ذلك أن سوق مجنّة شهد نشاطًا دينيًا وتلاقحًا فكريًا في عصري الجاهلية والإسلام، بيد أنه في ظل الدعوة الإسلامية وظهورها على يد النبي ﷺ وماجاءت به من أحكام وعقائد وأخلاق تعارض بعض عادات العرب وقوانينهم وأخلاقهم السيئة، ولم تكن البيئة الفاسدة لهذه الأسواق مهيّأة وموافقة لقبول الدين الحق ونصرته.

### النشاط الأدبي والاجتماعي
كانت نهضة الشهر في عصر الجاهليَّة مدينةً للأسواق، التي أسهمت بإسهامات مؤثّرة في حياة العرب، ولم يكن سوق مجنّة يختلف كثيرًا عنها في فعالياته الأدبيَّة وطقوسه ونشاطاته الاجتماعية اليومية، التي تحكمها الأعراف والعادات والشريعة الإسلامية عقب ظهور الإسلام، حيث كان العرب يتوافدون عليه من كل حدب وصوب لإقامة تجاراتهم واحتفالاتهم وشعائرهم.
ولكثرة الشعر في العرب، فإن انعقاد مثل هذه الفعاليات فرصة مواتية لقدح القريحة الشعرية وإبراز المواهب في مختلف ضروب الشعر وأغراضه، لا سيما أنّه يجد آذانًا صاغية وجماهيرية عالية، وقبولًا وترحيبًا بين الحاضرين، فكان أحد أهم محاور السوق الثابتة ومسابقاته المطلوبة، التي ينتظرها الجميع في موسم الحج من كل عام.
وكان من مصادر معرفة الأسواق نفسها ما جادت به قرائح الشعراء لذكر مثل هذه الأماكن التجارية، ومن ذلك: